# Ribeirão dos Pires
O ribeirão dos Pires é um curso de água do estado de Minas Gerais, Brasil. É um afluente da margem esquerda do rio Novo e, portanto, um subafluente do rio Pomba. É um dos rios que compõem a bacia hidrográfica do rio Paraíba do Sul. Apresenta 13 km de extensão e drena uma área de 47 km². Sua nascente localiza-se no município de Itamarati de Minas, a uma altitude de aproximadamente 900 metros. Após atravessar a zona urbana de Itamarati de Minas, desemboca no rio Novo.